# Municipio de Swan Creek (Ohio)
El municipio de Swan Creek (en inglés: Swan Creek Township) es un municipio ubicado en el condado de Fulton en el estado estadounidense de Ohio. En el año 2010 tenía una población de 8566 habitantes y una densidad poblacional de 78,33 personas por km².

## Geografía
El municipio de Swan Creek se encuentra ubicado en las coordenadas 41°32′23″N 83°56′9″O / 41.53972, -83.93583. Según la Oficina del Censo de los Estados Unidos, el municipio tiene una superficie total de 109.35 km², de la cual 108.9 km² corresponden a tierra firme y (0.41%) 0.45 km² es agua.

## Demografía
Según el censo de 2010, había 8566 personas residiendo en el municipio de Swan Creek. La densidad de población era de 78,33 hab./km². De los 8566 habitantes, el municipio de Swan Creek estaba compuesto por el 96.92% blancos, el 0.53% eran afroamericanos, el 0.28% eran amerindios, el 0.15% eran asiáticos, el 0.02% eran isleños del Pacífico, el 1.1% eran de otras razas y el 1% pertenecían a dos o más razas. Del total de la población el 3.82% eran hispanos o latinos de cualquier raza.